# المقابلة (فلم)
المقابلة (بالإنجليزية: The Interview) هو فيلم كوميديا سياسي 2014 من إخراج سيث روغن وإيفان غولدبيرغ في ثاني عمل إخراجي لهما بعد هذه هي النهاية في 2012. السيناريو من كتابة دان ستيرلينغ مأخوذ من قصة كتبها روغن وغولدبيرغ وستيرلينغ، والفيلم من انتاج شركة سوني بيكتشرز، ومن بطولة سيث روغن وجيمس فرانكو بدور صحفيين يتلقون تعلميات باغتيال زعيم الكوري الشمالي كيم جونغ أون يجسد دوره راندال بارك بعد أن يتمكنا من الحصول على مقابلة معه.

## حول الفيلم
فيما هددت الحكومة الكورية الشمالية، في يونيو من عام 2014، بإتخاذ إجرائات «عديمة الرحمة» ضد الولايات المتحدة إذا تم نشر الفيلم، احتل الفيلم صدارة الأفلام الأكثر مبيعا على الانترنت في تاريخ شركة سوني بيكتشرز (المنتجة)، وذلك بعد أربعة أيام من طرحه. ووفقاً لبي بي سي، فإن الفيلم حقق 15 مليون دولار، وجرى تحميله مليوني مرة من على الانترنت منذ يوم 27 ديسمبر2014.
ورغم تردد الشركة المنتجة في عرض الفيلم في 18 من ديسمبر من عام 2014، بعد أن تعرضت إلى هجمات إلكترونية غير مسبوقة من قبل قراصنة مجهولين، إلا "سوني" نشرت الفيلم في ديسمبر من العام ذاته، محققة أعلى مبيعات على الانترنت في تاريخها. ويعرض الفيلم على منصة نيتفليكس، بعد أن حقق أرباحاً كبيرة.

## التسلسل الزمني لأزمة ما قبل العرض[5]
- 22 نوفمبر: أنظمة أجهزة الكمبيوتر في سوني تتعرض لهجوم الكتروني.
- 7 ديسمبر: كوريا الشمالية تنفي المسؤولية عن الهجوم.
- 16 ديسمبر: جماعة قرصنة الكترونية تهدد بشن هجوم على دور السينما التي تعرض الفيلم. وإلغاء العرض الأول للفيلم في نيويورك.
- 17 ديسمبر: دور العرض الرئيسية في الولايات المتحدة تقرر عدم عرض الفيلم، وسوني تلغي طرح العمل الفني.
- 19 ديسمبر: مكتب التحقيقات الاتحادي يقول إن كوريا الشمالية نسقت الهجوم على سوني.
- 20 ديسمبر: كوريا الشمالية تقترح إجراء تحقيق مشترك مع الولايات المتحدة بشأن الهجوم، وواشنطن ترفض.
- 22 ديسمبر: كوريا الشمالية تعاني انقطاعا واسع النطاق لخدمة الانترنت.
- 23 ديسمبر: إدارة شركة سوني تعلن أنها ستطرح الفيلم على نطاق ضيق يوم عيد الميلاد.
- 25 ديسمبر: بدء عرض فيلم "المقابلة" في بعض دور السينما الأمريكية، وطرحه على الانترنت.

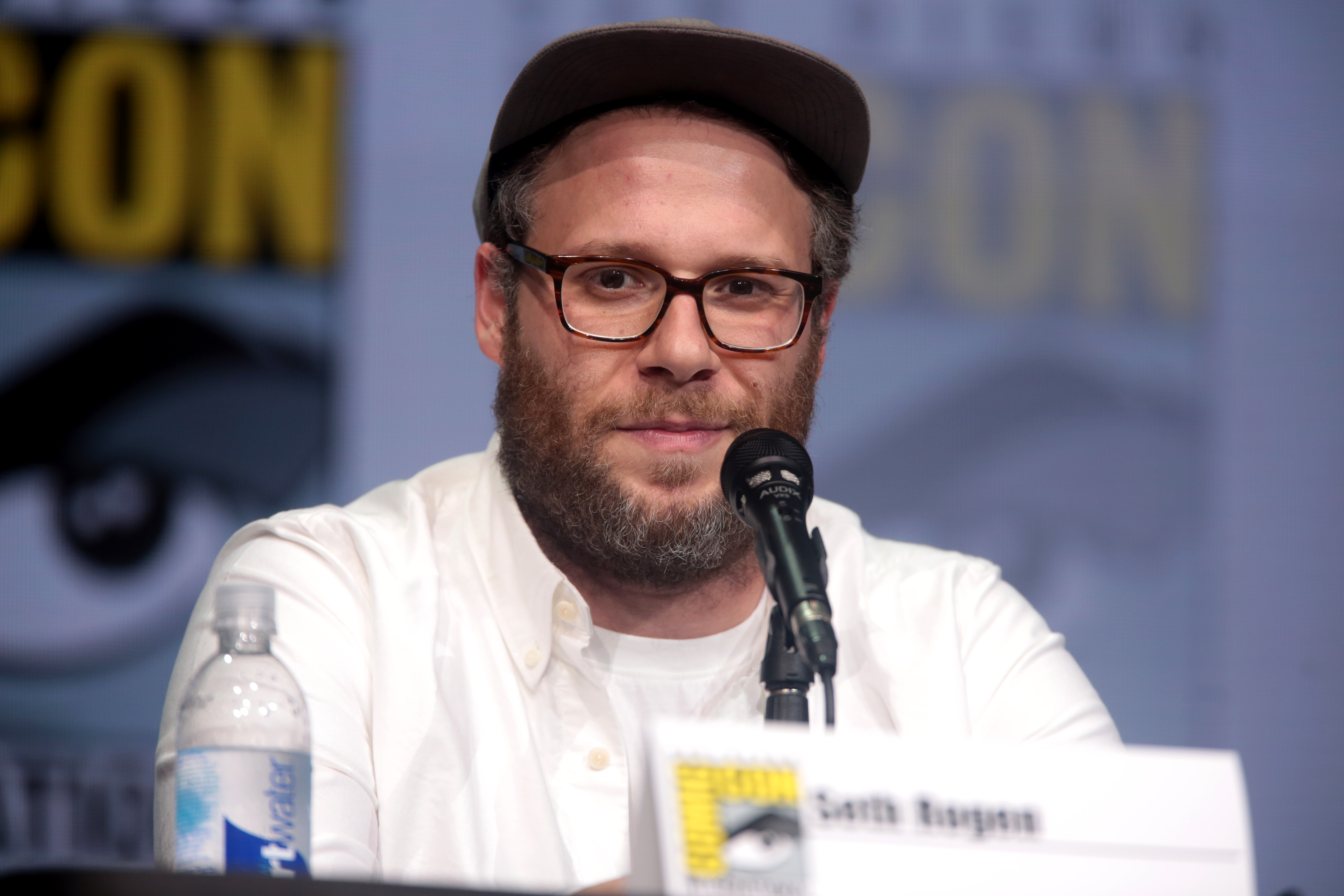
لعب تسيث ريغن دور منتج صحافي لأحد برامج الترفيه، ليسافر مع زميله المقدم إلى كوريا الشمالية لمقابلة زعيمها

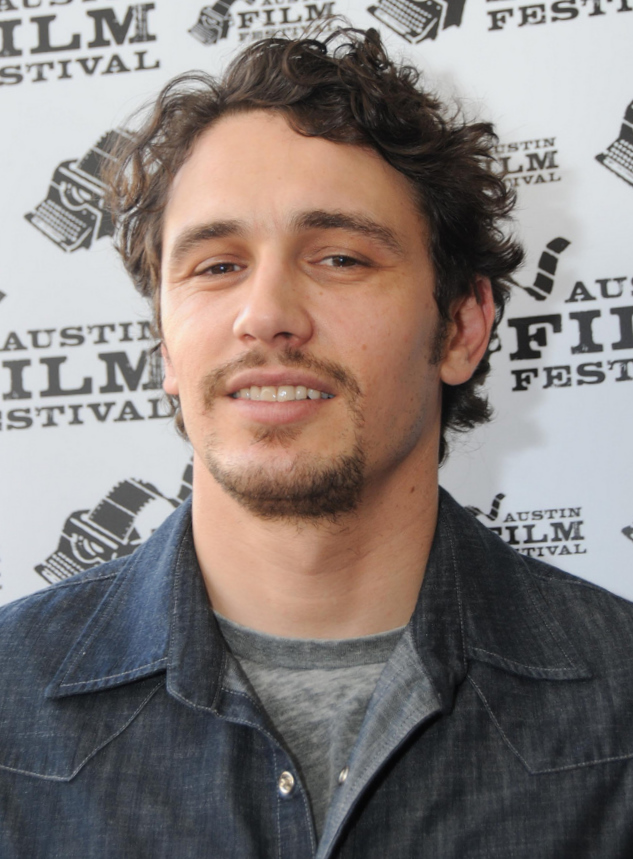
لعب جيمس ادوارد فرانكو دور المقدم التلفزيوني الذي يجري لقاء مباشراً مع الزعيم الكوري الشمالي

## وصلات خارجية
- مقالات تستعمل روابط فنية بلا صلة مع ويكي بيانات
- The Interview: a guide to the film hackers don’t want you to see الغارديان newspaper on The Interview